# 腰回旋筋
腰回旋筋（ようかいせんきん、英語: rotatores lumborum muscle）は、長背筋のうち、斜腰の深層に位置する筋肉である。回旋筋のうち、頸回旋筋と胸回旋筋、腰回旋筋の3部に分けられたものの一方である。全脊椎の横突起を起始とし、斜側上方に向かって走り、1～2個上の椎骨棘突起に付着する。
脊柱の回旋を行う。